# Bing Bong
„Bing Bong“ je píseň velšské hudební skupiny Super Furry Animals. Představena byla dne 13. května 2016 a jde o první singl kapely po sedmi letech. Píseň je zpívána ve velšském jazyce. K písni byl rovněž natočen videoklip, jehož režisérem byl Mark James. Napsána byla již v roce 2004 pro Mistrovství Evropy ve fotbale. Vydána však byla až na podporu velšského týmu na Mistrovství Evropy ve fotbale 2016. Nejde však o oficiální hymnu velšského týmu – tu nahrála kapela Manic Street Preachers pod názvem „Together Stronger (C'mon Wales)“.